# Trent Reznor

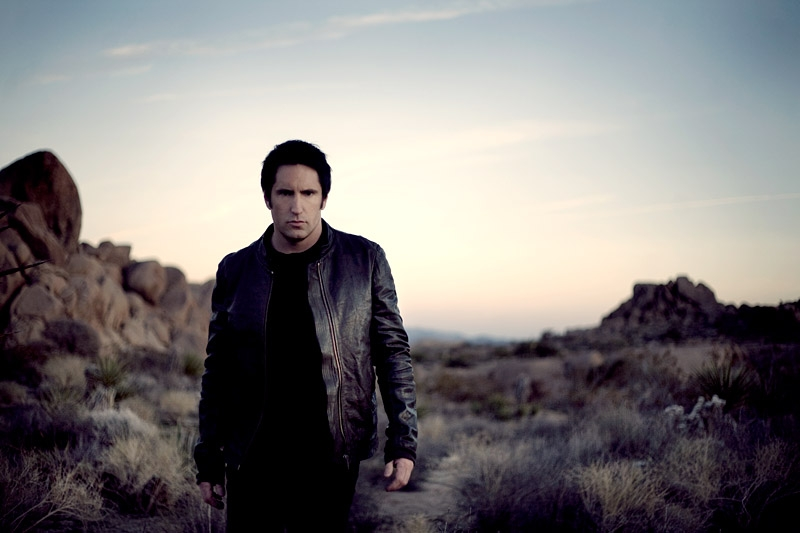
Trent Reznor. Promotionfoto, februari 2008.

Michael Trent Reznor, född 17 maj 1965 i Mercer, Pennsylvania, amerikansk musiker och grundare av bandet Nine Inch Nails. Han var dessutom den som upptäckte Marilyn Manson som sedan debuten och fram till 2004 legat på Reznors eget bolag Nothing.
Reznor är även producent. Bland annat står han bakom resultatet av Marilyn Mansons debutalbum Portrait of an American Family och genombrottsalbum Antichrist Superstar.

## Ungdomsåren
Michael Trent Reznor föddes i Mercer, som ligger i Pennsylvania mellan Pittsburgh och Cleveland. Han är son till Michael J. Reznor och Nancy Clark. Trent Reznor tilltalas med sitt andranamn för att inte blandas ihop med pappa. Efter att föräldrarna skilde sig levde Reznor med sina farföräldrar medan hans yngre syster Tera bodde hos deras mamma. Reznor började spela piano när han var fem år gammal och visade tidigt att han var musikalisk. Hans morfar tyckte att han var begåvad och hans pianolärare ansåg att han påminde henne om Harry Connick Jr. när han spelade. Trent Reznor kände sig isolerad från resten av världen i den småstad han växte upp i. 
På Mercer Area Junior and Senior High School lärde sig Reznor att spela saxofon och tuba. Han var med i både jazz- och patrullbandet. Reznor höll också på med teater i High School och blev framröstad som bäst på drama av sina klasskamrater för sin roll som Judas i Jesus Christ Superstar och som professor Harold Hill i The Music Man. Reznor gick ut high school 1983 och fortsatte sina studier på Allegheny College där han studerade till dataingenjör. Han gick med i ett lokalt band kallat Option 30 och spelade tre spelningar i veckan med dem. Efter ett år på college hoppade han av för att satsa fullt på sin musikkarriär.

## Karriär
Reznor flyttade till Cleveland i Ohio, och 1985 anslöt han sig som keyboardist i ett band kallat The Innocent. De släppte en skiva, Livin’ in the Street, men Reznor hoppade av efter bara tre månader. 1986 figurerade Reznor i det påhittade bandet The Problems i filmen, Light of Day. Han började också i ett lokalt Clevelandband kallat Exotic Birds.
Han träffade också Al Jourgensen och gänget kring Ministry i Chicago, vilket ledde till samarbeten med flera av musikerna kring Ministry, bland annat Al Jourgensens sido-projekt "1000 Homo DJ's" åt vilka Trent fick lägga sången på deras Cover av Black Sabbaths låt "Supernaut". Trents skivbolag vägrade dock och låten fick spelas in igen med sång av Al. Låten med Trents sång finns med på NIN:s "Secret Tracks" (Officiell?) och på TVT:s samlingsskiva "Black Box". Trent pratar om detta i den kommande filmen om Ministry: FIX.
Han fick ett jobb på Right Track Studio (numera känt som Midtown Recording) som alltiallo. Studioägaren uppskattade hans arbete och lät Reznor använda studion på obokade tider, och denna tid använde han till att spela in demos som senare skulle hamna på Nine Inch Nails första album, Pretty Hate Machine. Dessa demos släpptes senare som bootlegs under namnet Purest Feeling. 
Nine Inch Nails startades 1988 och från början bestod bandet bara av Trent Reznor, men sedan började han ta in folk att turnera med. Dessa medlemmar har bytts ut många gånger och Trent Reznor är den enda fasta bandmedlemmen. Nine Inch Nails spelar tung industriinfluerad rock och har nått stor framgång inte bara i USA utan över hela världen. Trots att bandet har funnits i nästan 20 år har det bara kommit fem album och en mängd utvecklingar av dem. 
Reznor är den hyllade producenten av Marilyn Mansons album, Portrait of an American Family (1994), Smells Like Children (1995) och Antichrist Superstar (1996). Men också för filmmusiken i Natural Born Killers och Lost Highway. Reznor är skaparen bakom ”Driver Down” och ”Videodrones; Questions” på Lost Highway-soundtracket medan låten the Perfect Drug är titulerad Nine Inch Nails.
Reznor gillar tv-spel, hans favorit är Doom utvecklat av id Software, vilket han säger sig ha spelat på Nine Inch Nails turnébuss efter shower. Han har också skapat soundtracket för id Softwares storsäljare Quake. NIN-logon finns på ammunitionslådorna i Quake men också inlagda i både golvet och taket i ett hemligt rum i Ultimate Doom. Trent Reznor upptog sitt samarbete med id Software 2003 som ljudtekniker för tv-spelet Doom 3. I brist på tid, pengar och på grund av dålig planering från hans manager var han tvungen att överge projektet och hans ljudfiler kom aldrig med i spelet. Originalfilerna kan hittas på Internet men de är inte officiellt skrivna till Reznor eller id Software. Chris Vrenna, före detta trummis i Nine Inch Nails, producerade istället musiken till Doom 3 med sin partner Clint Walsh. Han håller på att göra musiken till Call of Duty: Black Ops 2.
2009 gifte han sig med sångerskan Mariqueen Maandig. De har tillsammans sonen Lazarus Echo och är båda medlemmar i bandet How To Destroy Angels. I How To Destroy Angels ingår även Atticus Ross, som tillsammans med Reznor skrivit originalmusiken till David Finchers filmer Social Network, The Girl with the Dragon Tattoo och Gone Girl.

### Samarbeten
Tapeworm som var ett samarbete mellan Reznor, Danny Lohner, Maynard Keenan (båda från det amerikanska bandet Tool) och Atticus Ross från 12 Rounds samarbetade i tio år men förklarades för ett par år sedan upplöst via Nine Inch Nails officiella hemsida. Det enda framträdande med musik från Tapeworm är det som Keenan gjorde med sitt andra band A Perfect Circle under 2001. Låten som framfördes var ”Vacant”. Låten finns även med på a Perfect Circles tredje album eMOTIVe, men där är den omarbetad och har bytt namn till Passive.
Reznor kommer att gästspela på rapparen El-P's nästa skiva, I’ll Sleep When You’re Dead. Låten som han gästspelar på är ”Flyentology”. Detta är en gentjänst, då El-P remixade Nine Inch Nails låten ”Only” som släpptes tillsammans med singeln ”Every Day Is Exactly the Same”. Trent var även med som producent på Saul Williams album The Inevitable Rise and Liberation of NiggyTardust!. Saul Williams turnerade med Nine Inch Nails 2005 och 2006.
Under 2006 höll Trent också sitt första soloframträdande på Neil Young's årliga Bridge School Concerts. I ryggen hade han en stråkorkester, men det var inget nytt material som han framförde utan gamla Nine Inch Nails-låtar i nedtonad form.
I början av våren 2007 gav sig Nine Inch Nails ut på en ny Europaturné. I Sverige spelade de för andra gången någonsin den 8 april på Annexet i Stockholm. Den första spelningen höll de på Hultsfredsfestivalen 2005, den tredje hölls den 7 augusti 2007 på Hovet i Stockholm.
Den 17 april  släpptes Nine Inch Nails album "Year Zero", vilket är ett konceptalbum vars historia utspelas i ett korrupt framtida USA. Trent Reznor har själv meddelat att ännu ett album skall släppas 2008, som en följd av nyvunnen inspiration och självinsikt.
Den 27 februari 2011 vann Reznor tillsammans med Atticus Ross en Oscar för bästa filmmusik till filmen Social Network. Paret har senare fortsatt att skriva musik till Finchers filmer The Girl with the Dragon Tattoo och Gone Girl. Den 25 april 2021 vann Reznor och Ross tillsammans med Jon Batiste ytterligare en Oscar för musiken i Pixarfilmen Själen.
Nine Inch Nails första album sedan 2008 släpptes år 2013. Albumets namn var Hesitation Marks.

## Problem och konflikter
Under de fem år som skiljer skivorna the Downward Spiral (1994) och the Fragile (1999) brottades Trent Reznor med depressioner, folkskygghet, skrivkramp och sin farmors död. Han hade också problem med sitt alkohol- och drogmissbruk under skrivandet och producerandet av The Fragile.
Reznor var inblandad i ett bråk med bandet Limp Bizkit (speciellt sångaren Fred Durst) i slutet av 1990-talet. Bråket handlade om huruvida Fred Durst och Limp Bizkit hade tagit låtmaterial från Nine Inch Nails Closer och använt till sin egen låt Hot Dog. Den fras det var mest bråk om var den del av refrängen där Trent Reznor på Closer sjunger ”I want to fuck you like an animal”. Men idag är låten Hot Dog titulerad Trent Reznor.
Vid ungefär samma tidpunkt i slutet av 1990-talet sprack den långvariga relationen mellan Trent Reznor och Marilyn Manson. En relation Marilyn Manson beskrev i sin självbiografi the Long Hard Road out of Hell med orden ”han är som den bror jag aldrig hade”. Varför relationen sprack vet ingen riktigt, men man tror att det har att göra med att Marilyn Manson skrev saker om Trent Reznor som hade hänt under the Selfdestruct Tour där Marilyn Manson hade varit med som förband i sin självbiografi som Trent Reznor ansåg vara falskt.

## Diskografi

### MedNine Inch Nails
- Pretty Hate Machine (1989)
- The Downward Spiral (1994)
- The Fragile (1999)
- With Teeth (2005)
- Year Zero (2007)
- Ghosts I-IV (2008)
- The Slip (2008)
- Hesitation Marks (2013)
- Not The Actual Events (2016)
- Add Violence (2017)
- Bad Witch (2018)

### MedHow to Destroy Angels
- How to Destroy Angels (2010)
- Welcome Oblivion (2013)

### Soundtrack med Atticus Ross
- Social Network (2010)
- The Girl with the Dragon Tattoo (2011)
- Gone Girl (2014)